# Алексеев, Евгений Тимофеевич
Евгений Тимофеевич Алексеев (11 [24] сентября 1911, Владимирская область — 9 ноября 1972, Москва) — советский государственный и хозяйственный деятель.

## Биография
Родился в 1911 году. Член ВКП(б).
С 1935 года — на хозяйственной, общественной и партийной работе.
В 1935—1965 гг. — на инженерных должностях в текстильной промышленности, директор Дрезненской прядильно-ткацкой фабрики во время Великой Отечественной войны, секретарь Ивановского областного комитета КПСС по лёгкой промышленности, председатель Совета народного хозяйства Ивановского экономического административного района, председатель Совета народного хозяйства Верхне-Волжского экономического района. В 1965—1972 годы — заместитель министра лёгкой промышленности СССР.
Избирался депутатом Верховного Совета РСФСР 5-го и 6-го созывов.
Умер в Москве 9 ноября 1972 года; похоронен на Новодевичьем кладбище.